# Cikubangsari
Cikubangsari is een bestuurslaag in het regentschap Kuningan van de provincie West-Java, Indonesië. Cikubangsari telt 2127 inwoners (volkstelling 2010).